# Josef Blum (Fußballspieler)
Josef „Pepi“ Blum (* 4. Februar 1898 in Wien; † 18. Oktober 1956 ebenda) war ein österreichischer Fußballspieler, Trainer und Kapitän des Wunderteams. 

## Leben und Karriere
Josef Blum begann seine Karriere 1913 beim Nußdorfer AC. 1918 wechselte er zum damaligen Zweitligisten First Vienna FC, mit welchem er noch im selben Jahr in die erste Liga aufstieg und blieb den Döblingern bis zu seinem Karriereende 1933 treu. Der Wiener galt zu seiner Zeit als einer der hervorragendsten Verteidiger weltweit. Bekannt war er vor allem für seine Schnelligkeit und sein hervorragendes Stellungsspiel. Der ruhige und umsichtige Wiener war zudem ein gefürchteter Freistoß- und Elfmeterspezialist.
Mit der Vienna feierte Blum auch große Erfolge als Spieler. 1929 und 1930 wurde er mit seinem Verein Österreichischer Cupsieger, 1931 österreichischer Meister und Mitropapokalsieger und 1933, (mit einigen Einsätzen 1932) kurz vor Beendigung seiner aktiven Laufbahn und dem Wechsel als Trainer zur Austria Wien noch einmal österreichischer Meister.
Sein Debüt in der österreichischen Nationalmannschaft feierte Blum am 7. November 1920, beim 2:1-Erfolg über Ungarn in Budapest. Von seinen Mitspielern bei der Vienna und im Team wurde er aufgrund seiner Anlagen alsbald „Wödmasta“ (Weltmeister) genannt. Ein Titel, der später, nach dem Zweiten Weltkrieg Ernst Happel zufiel. Von 1920 bis 1932 absolvierte er insgesamt 51 Einsätze im Nationalteam und war zwölf Jahre lang dessen unumstrittener Kapitän. Beim ersten Spiel des Wunderteams am 16. Mai 1931 gegen Schottland war Josef Blum bereits 33 Jahre alt und galt als allseits respektierter Chef im Team der Österreicher. Sein letztes Spiel in der Nationalmannschaft bestritt Josef Blum, der auch noch 20-mal ins Wiener Team berufen wurde, am 24. April 1932 in Wien. Das österreichische Team feierte einen 8:2-Triumph über Ungarn.
Nach seiner aktiven Karriere als Fußballspieler betreute er als Trainer die Wiener Austria, Racing Strasbourg, First Vienna FC, den Wiener Sport-Club und den SV Kapfenberg. Mit der Wiener Austria feierte er 1933, gleich in seinem ersten Jahr, mit dem Sieg im Wiener Cup und dem Mitropapokalgewinn seine größten Erfolge als Trainer.
Mitte 1935 wurde er beim französischen Vizemeister Racing Straßburg Nachfolger von Fritz Kerr. Mit Straßburg zog er in das Pokalfinale 1936/37 ein, das aber mit 1:2 gegen den FC Sochaux verloren ging. 1938 wurde Karl "Charles" Rumbold, der mit Blum zwischen 1918 und 1920 in der Innenverteidigung der Vienna stand sein Nachfolger auf der Straßburger Trainerbank. Es war das Heimweh, aber auch die fortlaufende Entwertung des französischen Franc, die Blum zur Aufgabe seiner Position in Straßburg bewegten.
1956 verstarb Josef Blum im Alter von 58 Jahren an den Folgen eines Schlaganfalls.

## Saisonstatistik
| Saison  | Ligaspiele | Ligatore |
| ------- | ---------- | -------- |
| 1919/20 | 12         | 2        |
| 1920/21 | 23         | 2        |
| 1921/22 | 21         | 1        |
| 1922/23 | 24         | 4        |
| 1923/24 | 17         | 0        |
| 1924/25 | 13         | 1        |
| 1925/26 | 24         | 0        |
| 1926/27 | 23         | 4        |
| 1927/28 | 19         | 5        |
| 1928/29 | 15         | 5        |
| 1929/30 | 17         | 1        |
| 1930/31 | 18         | 4        |
| 1931/32 | 20         | 3        |
| 1932/33 | 3          | 0        |

## Erfolge als Spieler
- 2 × Österreichischer Meister: 1931, 1933 (Vienna)
- 2 × Österreichischer Pokalsieger: 1929, 1930 (Vienna)
- 1 × Mitropacupsieger: 1931 (Vienna)
- 3 × Österreichischer Vizemeister: 1924, 1926, 1932
- 2 × Österreichischer Pokalfinalist: 1925, 1926

## Erfolge als Trainer
- 1 × Österreichischer Cupsieger: 1933 (Austria)
- 1 × Mitropacupsieger: 1933 (Austria)
- 1 × Pokalfinalist: 1937 (Straßburg)